# ごくペン!
『ごくペン！』は、三原みつきによる日本のライトノベル。イラストは相音うしおが担当。第5回MF文庫Jライトノベル新人賞審査員特別賞受賞作。MF文庫J（メディアファクトリー）より2009年10月から2010年4月まで刊行された。

## ストーリー
五十嵐真太郎は偏差値70オーバーという学力を持っているが、一緒に東大に行こうという約束をした幼馴染が通っているという話を聞いて底辺の毒マムシ学園に転向した。しかし、再会した幼馴染はなぜかそこの生徒から崇められていた。その後、真太郎は小説を書きながら彼女の様子を見ることになった。

## 登場人物
五十嵐真太郎（いがらし しんたろう）
本作の主人公。ヤンキーや鈴音からは「先生」、凛子からは「シンちゃん」と呼ばれる。偏差値70オーバーという毒マムシ学園でトップクラスの学力を持っていてエリートだという意識を持っているが、運動能力は低い。読書が好きな文科系で見栄っ張り。小説家を目指して本を書いている。幼馴染の凛子に会うために転校した毒マムシ学園では予想外のボケをかますヤンキー達に突っ込みをいれているうちに「嵐の転校生」という二つ名を手に入れた。最初に凛子と再会した時はヤクザ達に慕われている凛子とうまく接せずにいたが、ヤクザの任侠を知るうちにとまどいもなくなって接することができるようになった。頭はいいが、女ごころには疎く、周りをやきもきさせる。母親は若い時に亡くなっていて、その入れ替わりに入ってきたメイドのベスに対抗意識を燃やして、料理などの家事を一通りマスターするようになった。
権田原凛子（ごんだわら りんこ）
本作のメインヒロイン。組のものなどからは「ゴン姐さん」と呼ばれている。真太郎とは幼馴染。兄が入院させられた経緯から毒マムシ学園に入学して弱者を救おうと権田原組を作り上げた。やるときはやるが、普段は不器用で失敗も多い。歌唱力は聞く者を気絶させるほどにひどい。真太郎のことが好きだが、うまく接せないときがたびたびあり、後悔することがある。
清水鈴音（きよみず すずのね）
レディース・百合地獄団のヘッド。武器は木刀でメンバーからは慕われている。真太郎の小説の担当。毒マムシ学園では数少ない常識人でクラスだけではなく、学園のまとめ役。真太郎に最も頼りにされている。自分に対して自信を持てないでいたが、叔母と正面から向き合ったことにより、ある程度克服することができた。真太郎に対しては徐々に好意を抱くようになって、異性として意識するようになった。
切原菊枝（きりはら きくえ）
毒マムシ学園のヤンキー四天王の1人で「殺人ヨーヨーのお菊」の二つ名をもっている。真太郎のことはヨーヨーをほめられたことなどから初対面の時から気に入っていて、最初は敵だったが、味方になった。天真爛漫な性格でよく真太郎にじゃれついている。真太郎のことを好きで一度は諦めたが、その後思い直してアイドルを目指しながら真太郎にアピールしようとしている。実は三年生でそれが発覚した時には真太郎は驚いた。
江崎レオナ（えざき レオナ）
IQ314の13歳の天才少女。ヤンキー四天王の1人で「狂走の貴族人」の二つ名を持っていた。アンパンスーツを被っていたが、ある事件でスーツがとれて飛び級で毒マムシ学園に入学したことなどを思い出した。真太郎のことをよくからかっているが、好意を抱いている。よく真太郎のことを呼び出したり、学園を監視カメラで見ていたりする。

## 用語
毒マムシ学園（どくマムシがくえん）
ヤンキーや馬鹿な生徒たちが集まる学園。番長をトップとした弱肉強食の学園で生徒は途中で退学してしまうこともたびたびあったが、番長が倒されてからは弱者を救う学園に生まれ変わった。

## 評価
第5回MF文庫Jライトノベル新人賞にて審査員特別賞を受賞した（受賞時のタイトルは「新世紀ガクエンヤクザ！」）。同賞で審査員を務めた桑島由一は本作を以下のように評している。

## 既刊一覧
- 三原みつき（著）・相音うしお（イラスト） 『ごくペン！』 メディアファクトリー〈MF文庫J〉、全3巻

1. 2009年10月31日初版第一刷発行（10月23日発売[5]）、ISBN 978-4-8401-3058-5
2. 2010年1月31日初版一刷発行（1月25日発売[6]）、ISBN 978-4-8401-3158-2
3. 2010年4月30日初版一刷発行（4月23日発売[7]）、ISBN 978-4-8401-3282-4